# Krotoszyn (gemeente)
De gemeente Krotoszyn is een stad- en landgemeente in het Poolse woiwodschap Groot-Polen, in powiat Krotoszyński.
De zetel van de gemeente is in Krotoszyn.
Op 30 juni 2004 telde de gemeente 40 307 inwoners.

## Oppervlakte gegevens
In 2002 bedroeg de totale oppervlakte van gemeente Krotoszyn 255,52 km², waarvan:
- agrarisch gebied: 64%
- bossen: 28%

De gemeente beslaat 35,78% van de totale oppervlakte van de powiat.

## Demografie
Stand op 30 juni 2004:
| Omschrijving                   | Totaal | Totaal | Vrouwen | Vrouwen | Mannen | Mannen |
| ------------------------------ | ------ | ------ | ------- | ------- | ------ | ------ |
| eenheid                        | aantal | %      | aantal  | %       | aantal | %      |
| inwoners                       | 40 307 | 100    | 20 827  | 51,7    | 19 480 | 48,3   |
| bevolkingsdichtheid (inw./km²) | 157,7  | 157,7  | 81,5    | 81,5    | 76,2   | 76,2   |

In 2002 bedroeg het gemiddelde inkomen per inwoner 1138,53 zł.

## Administratieve plaatsen (sołectwo)
Baszyny, Benice, Biadki, Bożacin, Brzoza, Chwaliszew, Durzyn, Duszna Górka, Dzierżanów, Gorzupia, Janów, Jasne Pole, Kobierno, Lutogniew, Nowy Folwark, Orpiszew, Osusz, Raciborów, Romanów, Roszki, Różopole, Smoszew, Świnków, Tomnice, Unisław, Ustków, Wielowieś, Wronów, Wróżewy.

## Aangrenzende gemeenten
Dobrzyca, Kobylin, Koźmin Wielkopolski, Ostrów Wielkopolski, Pogorzela, Raszków, Rozdrażew, Sulmierzyce, Zduny